# Waterboarding

## Utapljanje

### Waterboarding
Waterboarding ali po slovensko utapljanje je oblika mučenja, pri katerem vodo polijemo čez tkanino, ki pokriva obraz in dihalne poti pridržanega oziroma imobiliziranega ujetnika, kar povzroča občutek utopitve. Utapljanje lahko povzroči zelo močne bolečine, suho utapljanje, poškodbe pljuč, možganske poškodbe zaradi pomanjkanja kisika, druge fizične poškodbe, vključno z zlomi kosti zaradi upiranja proti pridržanju, psihične poškodbe in na koncu smrt. Druge fizične poškodbe se lahko pojavijo same od sebe mesece po dogodku, psihične posledice pa lahko trajajo še leta in leta.
Leta 2004 je pricurljala informacija, da je v avgustu 2002 in marcu 2003 med vojno proti terorizmu George W. Bush preko Jay S.Bybee, Urad pravnega svetovalca, Ministrstvo za pravosodje, izdalo, kar je potem bilo poznano tudi kot opomniško mučenje. To legalno mnenje (vključujoč iz leta 2002 Bybee opomnik)
so zagovarjali z ozko definicijo v skladu z ameriško zakonodajo.

## Tehnika
Utapljanje je bilo leta 2005 kategorizirano pod vodstvom bivšega direktorja CIA Porter J.Goss, kot profesionalna
tehnika mučenja.
V najbolj pogostih metodah utapljanja, da je ujetnikov obraz prekrit z brisaco ali kakšnim drugim tankim kosom
tkanine, da je subjekt imobiliziran na hrbtu, pod kotom od 10 do 20 stopinj. Mučitelji polivajo vodo na obraz
in tudi čez dihalne poti, kar povzroča takojšni učinek takoimenovanega goltni refleks in ustvarja
utapljajoč občutek pri ujetniku. bruhanje potuje navzgor po požiralniku, ki je lahko potem tudi vdihan.
Žrtve utapljanja so izpostavljene ekstremni stopnji riskiranja, nenadne smrti, zaradi pljučne aspiracije od
bruhanja.

## Mentalni in fizični efekti
Dr. Allan Keller, direktor Bellevue Hospital/New York University, program Preživeli od mučenja, je obravnaval
"veliko število ljudi", ki so bili izpostavljeni v obliki zadušitve, vključujoč utapljanje. V intervjuju za 
The New Yorker, je argumentiral, da "je mučenje res bilo". Nekatere žrtve so bili še leta travmatizirane, je
še dodal. Nek pacient se ni mogel tuširati in postal paničen, ko je deževalo. "Strah, da te bodo ubili je grozljiv
občutek", je še dodal. Leta 2007 je Keller podal tudi popolen opis, ko je pričal pred senatniom odborom za 
obveščanje.
Leta 2003 je CIA, pisarna za zdravstvene storitve navedla, da "zaradi fizične utrujenosti ali psihičnega odstopa, 
lahko subjekt preprosto obupa, kar omogoči prekomerno polnjenje dialnih poti in na koncu izgubo zavesti."